# Amar en tiempos revueltos
Amar en tiempos revueltos és una telenovel·la ambientada en la guerra civil espanyola i en els primers anys del franquisme. Està inspirada en la sèrie de TV3 Temps de Silenci, produïda també per Diagonal TV.
Els seus protagonistes són dos joves (Andrea i Antonio, interpretats per Ana Turpin i Rodolfo Sancho) d'orígens oposats i amb un fill, el matrimoni dels quals queda anul·lat en acabar la guerra.

## Intèrprets
| - Ana Turpin: Andrea Robles - Rodolfo Sancho: Antonio Ramírez - Héctor Colomé: Fabián Robles - Pilar Bardem: Elpidia Grande - Cristóbal Suárez: Mario Ayala - Luisa Gavasa: Loreto Castillo - Agata Lys: Eulalia - Félix Gómez: Rodrigo Robles - Elisa Garzón: Consuelo Martin - Ana Otero: Paloma Beltrán - José Conde: Javier Ayala - Pilar Barrera: Pura - Luis Pérezagua: Isidro Bulnes - Manuel Baqueiro: Marcelino Gómez - Jaime Menéndez: Sito - Itziar Miranda: Manolita - Inma Cuesta: Elisa Domínguez Pastor - Begoña Maestre: Carlota Domínguez - Manu Fullola: Marcos de la Cruz - Iago García: Ernesto Expósito - Joan Crosas: Ramiro Olivalde - Simón Andreu: Ildefonso de Suances - Chema León: Amador de Suances - Pablo Viña: Pablo Domínguez - Ana Labordeta: Rosario - Perla Cristal: Florita - Óscar Velado: Fermín Gálvez - Ana Villa: Sole Gálvez - Manuel de Blas: José Martín | - Luis Hacha: Eduardo - Antonio Escámez: Pedro - Francisco Álgora: Pepe Ramírez - Daniel Retuerta: Ángel, 10 anos - Jesús Noguero: Rafael - Carlos Castel: Carlos - Crispulo Cabezas: Braulio - Sandra Collantes: Beatriz - Javier Páez: Germán - Fernando Ustarroz: Venancio - Enrique Cazorla: Padre José Enrique - Marco Martínez: Ángel, 18 anos - Elena Seguí: Luisa - Jordi Castellans: Charles - Itxaso Quintana: Socorro - Carlos Olalla: Arturo de la Palma - José Antonio Sayagués: Pelayo - Lola Manzaneres: Rosario - Tomás Calleja: Marcial Aguirre - Gabriel Latorre: Gonzalo - Luis Jiménez Montero: Liberto - Sagrario Calero: Marita - Ricardo Joven: Doctor Hásek - Samuel Negueruela: Manuel Grande - Javier Tolosa: Lucas - Antonio del Olmo: Hans - Maite Jaúregui: Amiga de Sito - Teresa Holguin: Dolores - Amparo Vega-León: Dona Notaría | - Carles Cuevas: Joaquín - Rubén Tobías: Teodoro - Carlos Lasarte: Pare de Dolores - Alfredo Cernuda: Toribio Pardo - Rafael Rojas: White - Paco Paredes: Doctor Esteban - Antonio Mayans: Director do Psiquiátrico - Lidia Palazuelos: Plácida - Satur Barrios: Valentina - Juan Jesús Valverde: Manuel - Marina Valdés: Inés - Xosé Manuel Esperante: Felipe - Iker Lastra: Damián - Marcos García Casalderrey: Satur - Pastora Vega: Angustias - Nuria Fergó: Dolores Marqués (Loli) - Joan Llaneras: Don Senén - Pablo Paz: Jacinto Márquez Buendía - Sara Casasnovas: Alicia Peña - Marta Calvó: Regina Caballero - Antonio Vicente Valero Osma: Hipólito Roldán - Emilio Gutiérrez Caba: Joaquín Peña - Carlota Olcina: Teresa García Guerrero - Manuel Bandera: Ramón Rivas - Pep Munné: Salvador Bellido Huerga - Bárbara Lennie: Rosa Fernández/Mónica Cortés - Nacho Fresneda: Mauricio Salcedo Ariza - Cayetana Guillén Cuervo: Estela del Val |